# Heilungskosten
Mit Heilungskosten bezeichnet man diejenigen Krankheitskosten, die für die Heilbehandlung einer Person entstehen. 
Sie sind im Schadensersatzrecht als Herstellungskosten bei der Verletzung von Personen vom Schädiger zu ersetzen. Die Aufwendungen sind allerdings nur ersatzfähig, soweit sie sich im Rahmen des Angemessenen halten, der Verletzte darf jedoch den Leistungsstandard wählen, den er gewöhnlich in Anspruch nimmt. Auch die Kosten für medizinische Außenseitermethoden können ersatzfähig sein, wenn aus wissenschaftlicher Sicht die realistische Chance eines Heilungserfolges besteht.
Wenn die Kosten vom Sozialversicherungsträger oder einer privaten Krankenversicherung getragen werden, findet ein Forderungsübergang statt, d. h. die Krankenversicherung selbst kann dann die Heilungskosten vom Schädiger ersetzt verlangen. 
Neben den Heilungskosten kann der Verletzte in der Regel vom Schädiger auch Schmerzensgeld und Verdienstausfall verlangen. Auch ein Haushaltsführungsschaden kommt zum Beispiel für Opfer von Verkehrsunfällen häufig neben den Heilungskosten in Betracht